# سيمين دانشور
سيمين دانشور (بالفارسية: سیمین دانشور) مواليد عام 1921 في شيراز، كانت مجموعتها القصصية القصيرة أول مجموعة قصصية تُنشر لإمرأة في إيران. ، كما كتبت أول رواية فارسية تُنشر لامرأة وهي رواية ساوشون تعلمت بمدرسة تبشيرية وأصحبت طليقة في اللغة الإنجليزية. وقد بدأت الكتابة منذ بداية عام 1935 عندما كانت لا تزال تلميذة في الثامنة. ونُشِر مقالها الأول " الشتاء لا يشبه حياتنا" في جريدة "شيراز" المحلية. وقد دخلت جامعة طهران" وتخصصت في الأدب الفارسي. وعندما توفى والدها – الطبيب- عام 1941، وجدت "دانشور" نفسها مضطرة لإيجاد وظيفة- وذلك لأن مصدر دخل عائلتها الوحيد كان مرتب والدها. فعملت في راديو "طهران" حيث كتبت مجموعة حلقات لبرنامج بعنوان "الشيرازى المجهول" والتي تقاضت عنها أجرا زهيدا. حتى أنها كتبت مقالات في الطبخ من أجل حاجتها الشديدة إلى المال. وأخيرا فإن طلاقتها في الإنجليزية مكّنتها من أن تصبح مساعدة لمدير الأخبار الخارجية. ولكنها سرعان ما ملّت الطبيعة الروتينية لهذه الوظيفة فتركت راديو طهران إلى صحيفة تدعى "إيران" – وكانت تكتب فيها المقالات وتترجم. وقد شجعت البيئة المستقرة سياسيا واجتماعيا للأربعينات"دانشور" - حيث سادت بعض درجات الديمقراطية وحرية التعبير- لتختار الصحافة كمهنة ثابتة

## الحياة المهنية
وخلال عملها في «إيران» (1941- 1945) قررت أن تجرب نفسها في كتابة القصص. فكتبت بعد ذلك دون أي معرفة بأسلوب كتابة القصة: «النار المُطفأة» في عام 1948وهى في السابعة والعشرين. ورغم أن سبعة من قصصها الستة عشر مستوحاه من«أو. هنرى»، وأنها نشرت الكتاب في شكل المسودة الأولى، إلا أن العناصر الأساسية لأسلوبها كانت واضحة. وأصبحت «دانشور» معروفة بكونها تلميذة لـ«أو. هنرى» فتتعامل مثله مع قضايا الحياة الأساسية الحياة، الموت، الحب والتضحية بالنفس.
ولأنها نموذج من كُتّاب الأربعينات، فقد عكفت على قضايا المجتمع الإيرانى، فوضعت قيم الصواب جنبا إلى جنب إلى الخطأ: مثل الفقر ضد الثروة أو الحياة السعيدة للأغنياء والتي تقابل حياة الفقراء البائسة والأسباب الأخلاقية التي تدين أحدا وتثنى على الآخر.
وقد حصلت «دانشور» على الدكتوراة في الأدب الفارسي من جامعة «طهران» في العام التالي لنشر «النار المطفأة» كانت رسالة الدكتوراة الخاصة بها عن: «معالجة الجمال في الأدب الفارسى»، وقد تم تحسينها في عام 1949 تحت إشراف الدكتور «بديع الزمان فوروزنفار». ومن ثم تعرفت على «جلال آل أحمد» الكاتب المعاصر المشهور -الروائى وكاتب القصة القصيرة والناقد الإجتماعى- خلال رحلة من «أصفهان» إلى «طهران»، ثم تزوجا عام 1950. وبعد سنتين تلقت «دانشور» منحة «فولبرايت» الدراسية، وسافرت إلى جامعة «ستانفورد» كتابعة لـ«فولبرايت» وعملت في الكتابة الإبداعية لمدة عامين. وخلال هذا الوقت قامت بنشر قصتين قصيرتين بالإنجليزية في «مجلة باسيفيك سبيكتاتور».

## نشاطها داخل إيران
عند عودتها إلى إيران انضمت إلى جامعة«طهران» حيث عملت كأستاذ مساعد لتاريخ الأدب- المنصب الذي تقلدته لمدة عشرين عاما. ولم يُسمح لـ«دانشور» أبدا بمنصب الأستاذ أبدا- ولم يكن ذلك لنقص في مؤهلاتها أو أوراقها- ولكن بسبب سياسة «الشاه» السرية كما علمت فيما بعد من رئيس الجامعة. ودائما ما كانت محاضِرة صريحة فصيحة واضحة وكانت مؤمنة بأن مسئوليتها الأولى هي مسئولية تجاه طلابها. ولهذا السبب تماما كانت هناك مواجهات عديدة بينها وبين«الشاه» خلال أعوامها في الجامعة.
وفي عام 1961 نشرت «دانشور» مجموعتها القصصية الثانية: «مدينة كالجنة» وفي نفس الوقت تعد ترجماتها لأعمال«تشيكوف»، «شو»، «هاوثورن»، «شنيتسلر»، «سورايان» إلى الفارسية إضافة قيمة لمجموعة الأعمال الأجنبية الموجودة في إيران. ولقد نضج أسلوب «دانشور» النثرى في «مدينة كالجنة» وأصبح أقرب إلى لغة الناس، فلم يعد منهجيا كما كان من قبل في «النار المطفأة» حيث قامت بتطوير أسلوبا يشمل جملا واضحة موجزة وقصيرة.
عكفت أيضا في هذه المرحلة على مبدأ الوقت. فقد شعرت بالحاجة لتذكر قرائها باستمرار بمرور الوقت على هيئة أيام، وأسابيع، أشهر، وفصول كما كان يفعل«آل أحمد» و"ساعدى
أكدت «دانشور» تكريسها لتسجيل حالات المرأة في المجتمع الإيرانى في قصة «مدينة كالجنة»، وهي هنا لم يعد تركيزها منصبا على خصائص المرأة بوجه عام وإنما اتخذت وضعا محايدا متعادلا وتجنبت أي حكم عليهن. فهى وصفت فقط النساء وحياتهن كما رأتها. وإن شخصياتها قادرات على أن تتحدثن عن أنفسهن وأن يشرحن أين تكمن نقاط ضعفهن وقوتهن.
إن «دانشور» ناجحة إلى حد كبير في رسم وإبداع العوالم الحقيقية والخيالية لشخصياتها على حد سواء، فهى في {بيبى شهر بانو} ترسم الحياة الفعلية لأبطالها بمهارة كما ترسم في ذات الوقت الحياة التي كانو يتمنونها. وفي «المسرح» فقد نجحت في معالجة شخصية «سياه» وحبه السرى للفتاة بطريقة بارعة ووصلت بالشخصية لأعمق الحدود. وفي وصفها للفتاة كضحية للمجتمع وجهلها الشخصى استطاعت «دانشور» أن تفوق جميع قصصها السابقة.
نشرت «مدينة كالجنة» في هذا الوقت، وكانت «دانشور» لا تزال تحت وطأة ظل زوجها «آل أحمد» والذي كان شكلا يفرض نفسه في دوائر إيران الأدبية. وقد بدأ «آل أحمد» الكتابة في عام 1945 ونشر قبل عام 1961 سبع روايات ومجموعات قصصية جاعلا من نفسه كاتبا وناقدا ملحوظا. حتى أنه قبل نشر رواية «دانشور» الرائعة: «ساوشون» في عام 1969 كانت قد اكتسبت شهرة ككاتبة لا غنى عنها للأدب الفارسي الحديث حتى أنها فاقت «آل أحمد» في الأهمية الأدبية. وكانت «ساوشون» أول رواية تكتبها كاتبة إيرانية وشكلت منظورا نسائيا وتمت طباعتها ستة عشر مرة وهي رواية عن الحياة القبلية المستقرة في أنحاء بلدتها «شيراز» وكانت أكثر الروايات الإيرانية مبيعا. ولقد ساهمت أيضا في المجلات الدورية مثل «سخن» و«الفبا». ولم يكن بـ«ساوشون» أي وجود لأسلوب أو بناء ضعيف. وتُحكى القصة من منظور «زارى» مصورة عائلة «شيرازى» مالكة للأرض تورطت في سياسة الأربيعينات القذرة والتي أثارها متطفلون أجانب وانتهازيون محليون. ويقاوم البطل «يوسف» وزوج «زارى» رغبات الأجانب حتى أنه يبيع محصوله ليطعم جيش الاحتلال. وكان لابد نتيجة لذلك أن تحدث مجاعة لفلاحيه، ويدفع حياته ثمنا لعناده. ويكون المنظر الأخير في الرواية هو موكب دفن «يوسف» والذي على وشك أن يتحول إلى مظاهرة ضخمة. ورغم أن جنود الحكومة قد شتتت المتظاهرين، حمل جسده أخوه و«زارى». ويعد هذا المشهد من أكثر القطع الأدبية الفارسية تحركا وروعة في الكتابة. ففى «ساوشون» تدمج «دانشور» أحداثا اجتماعية وعادات تقليدية ومعتقدات خالقةً قصةً مسرودةً بطريقة جميلة.
توفى زوج «دانشور» قبل نشر «ساوشون» بعدة شهور. انهمكت «دانشور» بعد وفاة زوجها في الأنشطة التي كانت مهمة بالنسبة له. فاتخذت دورا رياديا في رابطة الأدب – الذي ساعد «آل أحمد» في تأسيسها مشجعا صغار الكتاب في جهودهم. ففى طريقها التي لم تصرح بحقيقته لكنها كانت عازمة عليه، فلقد منحت المفكرين والمنشقين المعارضين لحكومة «بهلوى» دعما معنويا، وعلى وجه التحديد فقد ركزت جهودها على مساعدة تلاميذها ماديا وأكاديميا. وهي عندما تشير إلى القضايا السياسية في كتاباتها، يكون محتواها الرئيسى هو الأنظمة السياسية الظالمة، فـ«دانشور» لم تلتزم أبدا بمذهب فكرى سياسى معين.
خلال منتصف السبعينات، كان لـ«دانشور» جانب حياة متدنى. وقد حافظت على منصبها كأستاذ مساعد، ثم أصبحت رئيسا لقسم تاريخ الأدب والحضارة. وبالإضافة إلى عملها في الجامعة، كتبت مجموعة من القصص القصيرة، ونشرت مجموعة منها في المجلات ثم تم جمعها أخيرا في عام 1980. ووضعت مجموعة «لمن أقول مرحبا؟» «دانشور» ككاتبة جيدة للقصة القصيرة وروائية قديرة. وفي قصص: «مكيدة الواشى» و«لمن أقول مرحبا؟» و«الحادثة» تمكنت نفس معايير التميز التي وضعتها في «ساوشون» وتوسعت «دانشور» في إداناتها السابقة في هذه المجموعة الأخيرة حيث يعكس تنوع شخصياتها واختيارها للأفكار فهمها الكامل المتمكن للمجتمع الإيرانى بوجوهه المتعددة. وهي على علم بالعقليات، الأهداف، المطامح، أساليب الحياة، وطريقة الحديث، وأساليب التعبير للطبقات الاجتماعية المتعددة للمجتمع الإيرانى. فشخصياتها المصقولة جيدا نماذج لعصرهم ومكانهم مقدمين رؤية نابضة بالحياة لسلوك الإيرانى. وتؤكد هذه الجودة في كتاباتها، صدق عملها كمرآة حقيقية للمجتمع.
تعبر قصص «دانشور» عن الحقيقة أكثر من الخيال، وتحتوى على أفكار مثل سرقة الأطفال، الزنا، الزواج، الولادة، المرض، الموت، الخيانة، الاستغلال، الأمية، الجهل، الفقر، الوحدة. وهذه القضايا التي تعاملت معها كانت المشاكل الاجتماعية للستينات والسبعينات، والتي كانت مباشرة وصادقة للقارئ. وقد استلهمتها من شخصيات الناس حولها حيث قالت: ""لدى الناس البسطاء الكثير ليقدموه، فهم قادرون على ذلك بحرية وتعقل، ونحن بدورنا يجب علينا أن نعطيهم أفضل قدراتنا ومواهبنا. فيجب علينا من كل قلوبنا أن نساعدهم ليأخدوا ما يستحقوا."
في عام 1979 تقاعدت «دانشور» من منصبها في الجامعة، ونشرت في السنة التالية: «لمن أقول مرحبا؟» وفي عام 1981 أتمت مقالها عن «آل أحمد»: {غروبى جلال} (فقدان جلال) وقد كانت هذه أكثر القطع التي كتبتها تأثيرا وهي أيضا أفضل عمل يصف شخصية أحد قادة إيران الأدبيين. وربطت «دانشور» أيامها الأخيرة ب«آل أحمد» بفهم عاطفى مفصل. ويعد نثرها المنهجى خير دليل لبراعتها في الأدب الفارسي القديم